# Alice Drummond
Alice Drummond (* 21. Mai 1928 in Providence, Rhode Island; † 30. November 2016 in New York City, New York; gebürtig Alice Ruyter) war eine US-amerikanische Schauspielerin. Seit den 1950er Jahren trat sie in über 200 Film-, Theater- und Fernsehrollen aller Genres in Erscheinung. Seit den 1980er Jahren wurde sie vorwiegend in der Rolle der exzentrischen älteren Dame besetzt, die sie unter anderem in Filmen wie Ghostbusters – Die Geisterjäger (1984), To Wong Foo, thanks for Everything, Julie Newmar (1995) oder Glaubensfrage (2008) verkörperte.

## Biografie

### Ausbildung und Theaterlaufbahn
Alice Drummond wurde 1928 als Alice Ruyter in Providence (anderen Angaben zufolge 1929 in Pawtucket) geboren. Die Tochter eines Automechanikers und einer Sekretärin wuchs in Pawtucket auf. Bereits als Kind wurde sie von ihrer Mutter gelegentlich zu Theateraufführungen nach Boston mitgenommen. In der Highschool gelangte Drummond in Schulaufführungen an zahlreiche Hauptrollen und besuchte danach das Pembroke College der Brown University in ihrer Heimatstadt. Dort gehörte sie in ihrem Junior Year der studentischen Vereinigung Phi Beta Kappa an. Nach dem College-Abschluss 1950 und Auftritten in Aufführungen der Theatergruppe Brown’s Sock und der Buskin Drama Society ging sie Mitte der 1950er Jahre nach New York, um eine seriöse Karriere als Schauspielerin anzustreben. In den nächsten zehn Jahren hatte Drummond jedoch Schwierigkeiten, an Theaterrollen zu gelangen und erhielt keine Einladung zu Vorsprechen bei Off-Broadway-Produktionen. Sie verdiente sich daraufhin ihren Lebensunterhalt mit verschiedenen Bürotätigkeiten und trat in Sommertheater-Aufführungen im Mittleren Westen und Nantucket auf.
Erst in ihren Dreißigern gelangte Drummond an Off-Broadway-Rollen. Fabelhafte Kritiken erhielt sie für den Part der Anna von Kleve in einer Inszenierung von Hermann Gressiekers Stück Royal Gambit. Daraufhin folgten weitere Off-Broadway-Rollen, jedoch zur Frustration der Schauspielerin nur eine Hauptrolle in der sie die Unschuldig-Naive verkörperte. Ebenfalls bekleidete Drummond ab Ende der 1950er ausschließlich Nebenrollen am New Yorker Broadway, wo sie ihr Debüt 1959 in einem Revival der Aristophanes-Komödie Lysistrata gab. Am Broadway erschien sie sowohl in klassischen Stücken wie als Ingrid und Lady Northumberland in Peer Gynt beziehungsweise Shakespeares Henry IV, Part II (beide 1960) als auch zeitgenössischen Stoffen von Edward Albee (The Ballad of the Sad Cafe, 1963/64; Malcolm, 1966).
Einer ihrer größten Erfolge war die Komödie The Chinese and Dr. Fish (1970) an der Seite von Joseph Bova und William Devane am Ethel Barrymore Theatre. Der Part der Mrs. Lee in dem Einakter brachte ihr 1970 die erste Nominierung für den Tony Award, dem wichtigsten amerikanischen Theaterpreis, ein. Sechs Jahre später erhielt Drummond eine erneute Nominierung für ihre Nebenrolle der Agnes in Arvin Browns Inszenierung von A Memory of Two Mondays am Playhouse Theatre. In dem Revival nach einem Stück von Arthur Miller, das gemeinsam mit dem Tennessee-Williams-Stück 27 Wagons Full of Cotton aufgeführt wurde, waren unter anderem die noch jungen Schauspieler John Lithgow und Meryl Streep ihre Bühnenpartner. Anfang der 1990er Jahre rief sich die Schauspielerin als schusselige und von Rückenschmerzen geplagte Tante Ruth in Scott McPhersons vielfach preisgekrönten schwarzhumorigen Theaterstück Marvin’s Room (1991/92) in Erinnerung. Zur Enttäuschung Drummonds wurde sie aber in der gleichnamigen Oscar-nominierten Verfilmung des Off-Broadway-Stückes durch Gwen Verdon ersetzt.

### Filmkarriere
Parallel zu ihrer Arbeit am Theater erschien Drummond seit Mitte der 1960er Jahre in mehr als 60 Film- und Fernsehproduktion. Sie debütierte mit der Rolle der Schwester Jackson in einigen Episoden der populären übernatürlichen Fernsehserie Dark Shadows im amerikanischen Fernsehen. Ihren ersten Spielfilmauftritt absolvierte Drummond mit einer Statistenrolle in Carl Reiners rabenschwarzer Komödie Wo is’ Papa? (1970). Daraufhin erschien sie regelmäßig in amerikanischen Spielfilmproduktionen aller Genres, darunter Peter Yates’ Thriller Der Augenzeuge (1981) und Das Haus in der Caroll Street (1988), George Roy Hills Komödie Funny Farm oder Sidney Lumets Drama Die Flucht ins Ungewisse (beide 1988). Zwar agierte Drummond in diesen Produktionen neben so bekannten Schauspielkollegen wie Chevy Chase, Jeff Daniels, William Hurt, Kelly McGillis, River Phoenix oder Sigourney Weaver, doch war sie fast durchgängig auf unbedeutende Nebenrollen oder Statistenparts abonniert, in denen sie regelmäßig verschrobenen ältlichen Damen ein Gesicht gab („Selbst als ich auf der Brown war, habe ich kleine alte Damen gespielt.“). Dies begünstigte in späteren Jahren eine rheumatische Arthritis, die ihren Gang verlangsamte und auch Spuren an ihren Händen hinterließ.
Zu den bekanntesten Filmrollen Drummonds zählen die erschreckte Bibliothekarin in der Anfangssequenz von Ivan Reitmans Ghostbusters – Die Geisterjäger (1984), die unter Schlafkrankheit leidende Patientin in Penny Marshalls Oscar-nominiertem Drama Zeit des Erwachens (1990), die Alzheimer-kranke Dorfbewohnerin in Robert Bentons Nobody’s Fool – Auf Dauer unwiderstehlich (1994) oder die langsam erblindende katholische Ordensschwester Veronica in John Patrick Shanleys Glaubensfrage (2008). Ab Ende der 1990er Jahre erhielt Drummond größere Rollen in Independent-Filmen darunter die der Großmutter von Ally Sheedy in Adrienne Shellys I’ll Take You There (1999), die Großmutter Dottie in Pieces of April – Ein Tag mit April Burns (2003) oder die ältliche Krankenhauspatientin in Tom Hines’ preisgekröntem Drama Chronic Town (2008), für das sie Lob seitens der Kritiker erhielt. Häufig übernahm Drummond auch Gastauftritte in amerikanischen Fernsehserien wie Kate & Allie (1988), Law & Order (1994), Cosby (1996) oder Boston Legal (2005).
Von 1951 bis zur Scheidung im Jahr 1975 war die Schauspielerin mit Paul Drummond verheiratet, dessen Namen sie annahm. Sie lebte gemeinsam mit ihrem Lebensgefährten, einem pensionierten Lehrer, in Manhattan.

## Theaterstücke (Auswahl)
| Broadway-Rollen - 1959: Lysistrata (Revival) - 1960: Peer Gynt (Revival) - 1960: Henry IV, Part II (Revival) - 1963/64: The Ballad of the Sad Cafe - 1965/66: Malcolm - 1970: The Chinese and Dr. Fish - 1974/75: Thieves - 1975: Summer Brave - 1976: A Memory of Two Mondays / 27 Wagons Full of Cotton - 1976: Secret Service (Revival) - 1976: Boy Meets Girl (Revival) - 1977: Some of My Best Friends - 1983/84: You Can’t Take It With You (Revival) | Off-Broadway-Rollen - 1962: Sweet of You to Say So / Squirrel - 1962: The Zoo Story / The American Dream - 1962: Wretched the Lionhearted / A Toy For the Clowns - 1962: The Lunatic View - 1963: A Doll's House - 1963: The Blue Boy in Black - 1964: The Giants’ Dance - 1970/71: The Carpenters - 1971: Chas. Abbott & Son - 1980: Killings on the Last Line - 1984: Endgame - 1991/92: Marvin’s Room |

## Filmografie (Auswahl)
- 1967: Dark Shadows (Fernsehserie)
- 1970: Wo is’ Papa? (Where’s Poppa?)
- 1974: Man on a Swing
- 1978: Ryan’s Hope (Fernsehserie)
- 1978: König der Zigeuner (King of the Gypsies)
- 1980: Die Machtprobe (Hide in Plain Sight)
- 1981: Der Augenzeuge (Eyewitness)
- 1981: Park Place (Fernsehserie)
- 1982: Das schönste Freudenhaus in Texas (The Best Little Whorehouse in Texas)
- 1984: Ghostbusters – Die Geisterjäger (Ghostbusters)
- 1988: Das Haus in der Carroll Street (The House on Carroll Street)
- 1988: Tod oder Joker (The Suicide Club)
- 1988: Funny Farm
- 1988: Die Flucht ins Ungewisse (Running on Empty)
- 1990: Geschichten aus der Schattenwelt (Tales from the Darkside: The Movie)
- 1990: Zeit des Erwachens (Awakenings)
- 1993: Das Kainsmal des Todes (Daybreak, Fernsehfilm)
- 1993: Money for Nothing
- 1994: Ace Ventura – Ein tierischer Detektiv (Ace Ventura: Pet Detective)
- 1994: Nobody’s Fool – Auf Dauer unwiderstehlich (Nobody’s Fool)
- 1994: I.Q. – Liebe ist relativ (I.Q.)
- 1995: Jeffrey
- 1995: To Wong Foo, thanks for Everything, Julie Newmar
- 1996: Just in Time
- 1996: Walking and Talking
- 1997: Alles Unheil kommt von oben (Commandments)
- 1997: Zwei Singles in L.A. (’Til There Was You)
- 1997: Office Killer
- 1997: In & Out
- 1999: Der Liebesbrief (The Love Letter)
- 1999: I’ll Take You There
- 2000: Jou Goulds Geheimnis (Joe Gould’s Secret)
- 2001: The Rising Place
- 2003: Pieces of April – Ein Tag mit April Burns (Pieces of April)
- 2004: House of D
- 2005: Honeymooners (The Honeymooners)
- 2008: Chronic Town
- 2008: Synecdoche, New York
- 2008: Glaubensfrage (Doubt)
- 2009: New York Mom (Motherhood)
- 2009: After.Life
- 2010: Reine Fellsache (Furry Vengeance)

## Auszeichnungen
- 1970: Tony-Nominierung für The Chinese and Dr. Fish (Beste Nebendarstellerin)
- 1976: Nominierung für den Drama Desk Award für A Memory of Two Mondays / 27 Wagons Full of Cotton (Beste Nebendarstellerin)